# Татјана Шепкина Куперник
Татјана Шепкина Куперник (Москва, 24. јануар 1874 — Москва, 27. јул 1952) била је позната списатељица, драматург и песникиња.

## Биографија
Рођена је у кијевској породици адвоката у породици Лава Куперника. Њен деда је био познати глумац Михаил Шепкин. Године 1892. у Московском Малом позоришту је изведена њена представа Летња слика. У периоду од 1892 — 1893. године је играла у Коршч театру.
Написала је низ прозних и поетских збирки од 1895 — 1915. године.
Била је ауторка неколико познатих руских превода представи Едмона Ростана и Мориса Метерлинка. Превела је дело Алиса у земљи чуда , дела Вилијама Шекспира, Молијера и Луиса Керола. Укупно је превела око 60 представа на руском језику највише током Руске револуције. 
Године 1940. добила је звање Поштована уметница Руске Совјетске Федеративне Социјалистичке Републике.